# Hugo Hernlund
Carl Hugo Hernlund, född 13 oktober 1848 i Fuxerna församling, Älvsborgs län, död 10 juni 1914 i Hedvig Eleonora församling, Stockholms stad, var en svensk skolman och politiker.

## Biografi
Hernlund var rektor för Nya Elementarskolan i Stockholm 1884–1914. Han var som kommunalpolitiker ledamot av Stockholms stadsfullmäktige 1883–1903 och 1905–1911. I riksdagen var han ledamot av första kammaren (högerman) 1910–1911.
Under Hernlunds ledning vid Nya Elementar byttes den fria flyttningen mot fast klassystem, försöktes språkliga och organisatoriska reformer samt förbereddes genom en praktisk avslutningsklass och en nyspråklig linje realskolornas 6:e klass och den nyspråkliga gymnasielinjen. För dessa och andra kulturella stridsfrågor verkade Hernlund även genom uppsatser i skolans årsredogörelser samt inom politiken. Sin doktorsavhandling 1882 om svenska skollagstiftningens historia fortsatte Hernlund med en värdefull volym avtryck och referat av urkunder rörande frihetstidens läroverk (1892) samt utgav Skolordningsförslaget af 28/11 1778 (1880) och en undersökning om 1820-talets pedagogiska reformplaner (1899), liksom läseböcker i modersmålet.
Hernlund, som var son till en handlande, gifte sig med en kaptensdotter. De var föräldrar till Ebbe Hernlund.